# Jan Chryzostom Ciemniewski
Jan Chryzostom Ciemniewski (ur. 27 stycznia 1908 w Woźnikach, zm. 13 marca 1978 w Malborku) – polski artysta malarz.

## Życiorys
Jan Ciemniewski był synem Adama Ciemniewskiego i Celiny z Żółtowskich. W związku z wczesną śmiercią matki (w 1908) był wychowywany u wujostwa Wiercińskich w majątku Wichrowo. Po osiągnięciu pełnoletniości powrócił do Woźnik, gdzie zajął się własnym majątkiem. Ukończył gimnazjum w Płocku. W latach 30. studiował ogrodnictwo w Warszawie. Uczył się rysunku i malarstwa w warszawskiej Szkole Sztuk Pięknych im. Wojciecha Gersona, u profesorów Lucjana Jagodzińskiego, Stefana Szyllera i Feliksa Słupskiego. W czasie II wojny światowej zajmował się głównie ogrodnictwem. Po 1945 był zmuszony opuścić rodzinne strony i osiadł w Malborku.

## Twórczość i wystawy
Wystawiał bardzo rzadko, bo jedynie dwukrotnie – w salach Klubu Artystycznego Płocczan w Hotelu Angielskim w Płocku. Na I Wystawie Sztuki Płocczan w 1932 roku przedstawił obrazy olejne: Wnętrze I-II, Widok z balkonu i Pejzaż I-III.